# Canton du Mans-Sud-Ouest
Le canton du Mans-Sud-Ouest est une ancienne division administrative française située dans le département de la Sarthe et la région Pays de la Loire.

## Géographie
Ce canton étaitorganisé autour du Mans dans l'arrondissement du Mans. Son altitude variait de 38 m (Arnage) à 134 m (Le Mans) pour une altitude moyenne de 50 m.

## Histoire
Canton créé en 1967 (décret du 8 août 1967).

## Représentation
| Période | Période | Identité              | Étiquette | Qualité |
| ------- | ------- | --------------------- | --------- | --- |
| 1967    | 1979    | Pierre Combe          | PCF       | Ingénieur agronome, premier adjoint au maire du Mans (1977-1983)                                                                   |
| 1979    | 1982    | Yvon Luby (1931-2017) | PCF       | Instituteur puis professeur d’enseignement général de collège, maire d'Allonnes (1977-2008), élu en 1982 dans le canton d'Allonnes |
| 1982    | 1994    | Daniel Boulay         | PCF       | Agent d'assurances, député (1978-1981)                                                                                             |
| 1994    | 2015    | André Langevin        | PS        | Employé d'assurances, maire d'Arnage (2001-2014)                                                                                   |

Le canton participe à l'élection du député de la deuxième circonscription de la Sarthe.

## Composition
Le canton du Mans-Sud-Ouest comptait 14 924 habitants en 2012 (population municipale) et regroupait deux communes, dont une partie du Mans :
- Arnage ;
- Le Mans (fraction).

La partie du Mans comprise dans ce canton était officiellement déterminée « au sud-est, par l'axe de la route nationale 23, l'axe de l'avenue Félix-Geneslay jusqu'à la place Adrien-Tironneau,  l'axe de l'avenue Jean-Jaurès jusqu'à l'Huisne ; au nord par l'Huisne jusqu'à la Sarthe ; au nord-ouest par la Sarthe. ».
À la suite du redécoupage des cantons pour 2015, la commune d'Arnage est rattachée au canton du Mans-6 et la fraction du Mans de ce canton est pour sa plus grande partie (à l'ouest de la voie de chemin de fer du Mans à Tours) attribuée au canton du Mans-7. La partie située à l'est est répartie entre le canton du Mans-5 (au nord du boulevard Pierre-Brossolette) et celui du Mans-6 (au sud de cette voie).

### Anciennes communes
L'ancienne commune de Pont-Lieue, absorbée en 1855 par Le Mans, était partiellement comprise dans le canton du Mans-Sud-Ouest. Celui-ci n'incluait aucune autre commune supprimée depuis la création des communes sous la Révolution. Créée en 1853, la commune d'Arnage inclut une ancienne partie de chacun des territoires de Pont-Lieue, de Moncé-en-Belin (canton d'Écommoy) et de Spay (canton de La Suze-sur-Sarthe),.

## Démographie
| 1968 | 1975 | 1982 | 1990   | 1999   | 2006   | 2011   | 2012   |
| ---- | ---- | ---- | ------ | ------ | ------ | ------ | ------ |
| -    | -    | -    | 15 718 | 15 420 | 15 121 | 14 484 | 14 924 |